# (3047) Goethe
(3047) Goethe es un asteroide que forma parte del cinturón de asteroides y fue descubierto por Ingrid van Houten-Groeneveld, Cornelis Johannes van Houten y Tom Gehrels desde el observatorio del Monte Palomar, Estados Unidos, el 24 de septiembre de 1960.

## Designación y nombre
Goethe se designó inicialmente como 6091 P-L.
Más tarde, en 1985, fue nombrado en honor del escritor alemán Johann Wolfgang von Goethe (1749-1832).

## Características orbitales
Goethe está situado a una distancia media del Sol de 2,642 ua, pudiendo alejarse hasta 2,716 ua y acercarse hasta 2,568 ua. Tiene una inclinación orbital de 1,611 grados y una excentricidad de 0,02787. Emplea en completar una órbita alrededor del Sol 1569 días.

## Características físicas
La magnitud absoluta de Goethe es 12,8.